# Prinia hodgsonii
La prinia de Hodgson (Prinia hodgsonii) es una especie de ave paseriforme de la familia Cisticolidae propia del sur de Asia. Esta prinia es un habitante sedentario del subcontinente indio, Sri Lanka y el sureste Asia. Como otro prinias, a menudo mantiene la cola alzada, pero se suele reconocer por una banda grisácea del pecho que contrasta con una garganta blanca. El pico es todo negro mientras las piernas son rosadas. La cola está escalonada como en otras prinias y sus plumas grises están tienen la punta de color blanco. En el plumaje de cortejo el lomo es gris, mientras que cuando los pájaros no crían son pálidos en las partes superiores, con alas de color castaño rojizo y listas superciliares tenues. Se suele encontrar en los matorrales, claros de bosque y otros hábitats arbolados abiertos. Puede ser confundido con el Prinia rufescens.

## Taxonomía
Esta especie fue descrita por James Franklin como Prinia gracilis, en 1831 basado en un espécimen que obtuvo en el Ganges entre Calcuta y Benares. Este fue rebautizado como Prinia hodgsonii por Edward Blyth en 1844 ya que el nombre Sylvia gracilis había sido usado anteriormente para el prinia grácil (descrito más antes, en 1823 por Martin Lichtenstein) por lo que tenía prioridad cuándo fue tratado con al mismo género Prinia. Fue también descrito como Prinia adamsi por Jerdon y también Prinia humilis por Hume Estuvo emplazado en géneros separados por Franklinia por Blyth y este tratamiento estuvo seguido por Jerdon y por otros incluyendo Hugh Whistler quién separó esta especie del genus Prinia y lo colocó en el género Franklinia cuál considero distinto basándose en tener doce plumas de cola más que diez y en tener distinto plumaje de cría. El fusionando de Prinia y Franklinia fue apoyado por H. G. Deignan. La especie tiene una distribución bastante amplia y las poblaciones muestran plumajes distintos cuáles han sido descritos como subespecies:
- P. h. hodgsonii Blyth, 1844 - es la subespecie residente en la península india, de las llanuras del Ganges hasta Bangladés en el este.
- P. h. rufula Godwin-Austen, 1874 - es un residente en las estribaciones de los Himalayas hasta Pakistán y hasta Arunachal Pradesh en India oriental. Después de ascender en verano, descienden del sur en invierno.
- P. h. albogularis Walden, 1870 - del Occidental Ghats tiene el pecho más ancho y más oscuro banda.
- P. h. pectoralis Legge, 1874 - es residente en el oriental y southeastern parte de Sri Lanka. Porta una banda gris en el pecho todo el año. La banda es incompleta en el medio para las hembras. Alterna su nombre con P. h. leggei Estuvo propuesto pero debido a que podría solaparse con Malcorus pectoralis pero finalmente la otra especie se clasificó en un género aparte.
- P. h. erro  Deignan, 1942 - subespecie geográfica que se extiende desde el este de Myanmar a Tailandia y hasta el sur de Indochina.
- P. h. confusa  Deignan, 1942 - subespecie geográfica del Laos y Norte Vietnam.

## Descripción

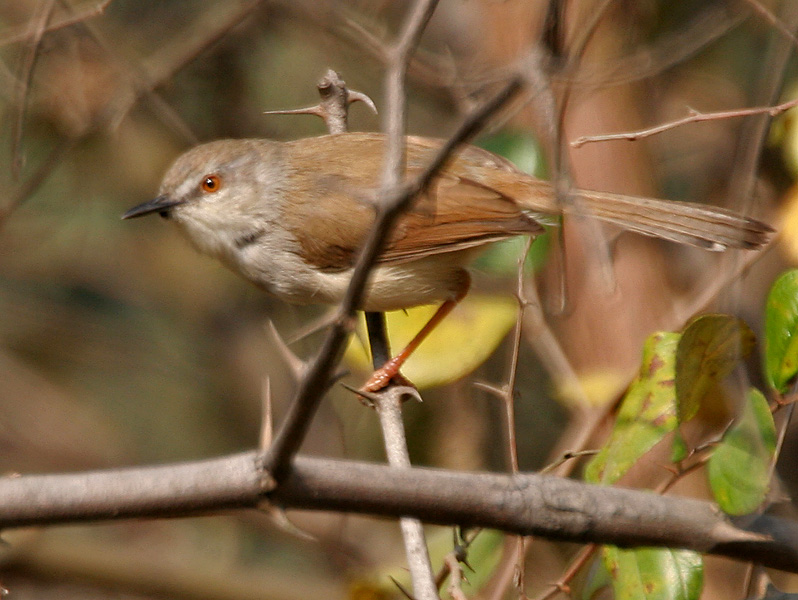
Subespecie fuera del período de cortejo con supercilium cortos y partes superiores de color marrón oliva (Hyderabad, India)

Los especímenes miden de 11 a 13 centímetros y presentan una larga cola gris con plumas graduadas que están marcadas en blanco. Tienen una piernas fuertes de color rosáceo y un pico corto y negro. Los ojos presentan un llamativo color naranja. Los sexos aparentan igual en la mayoría de las poblaciones excepto en P.h. pectoralis de Sri Lanka donde la hembra puede diferenciarse aparte por presentar la banda del pecho incompleta. El vientre es blanquecino y la banda gris del pecho contrasta con el blanco del cuello en la época de aparamiento. 

## Hábitat y distribución
La especie se encuentra generalmente en bosque abierto, jungla de matorral, arbustos y setos entre cultivos. También se le encuentra en junglas de bambú, ciénagas de manglares y cañas. P. h. rufula Ha sido observado en claros de azúcar de caña cercanos al valle de Katmandú.
Es un residente común de la península india. Emigra ligeramente al sur durante invierno. La distribución se extiende desde las estribaciones del Himalaya hasta la India meridional y a estados indios orientales como Arunachal Pradesh, Nagaland, Manipur, Meghalaya y Assam. La distribución de especie extiende a Pakistán, Birmania, Vietnam, Sri Lanka y la provincia china meridional de Yunnan. Se mueve a una en llanuras y se le ve hasta altitudes cercanas a los 1000 metros en el P. h. hodgsonii y hasta 1800 metros (5900 ft)  enP. h. rufula en Meghalaya.

## Comportamiento y ecología

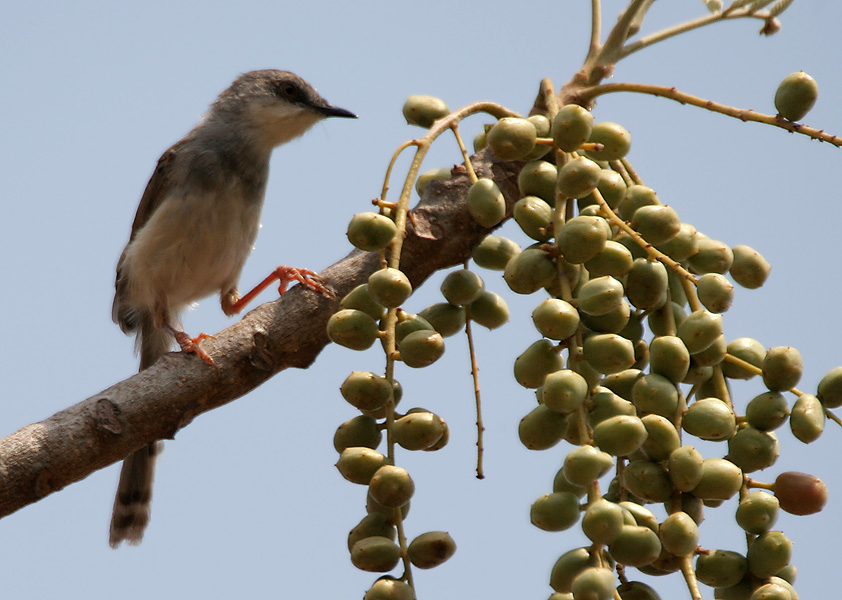
La cola graduada con intervalos blancos es visible desde abajo (Andhra Pradesh)

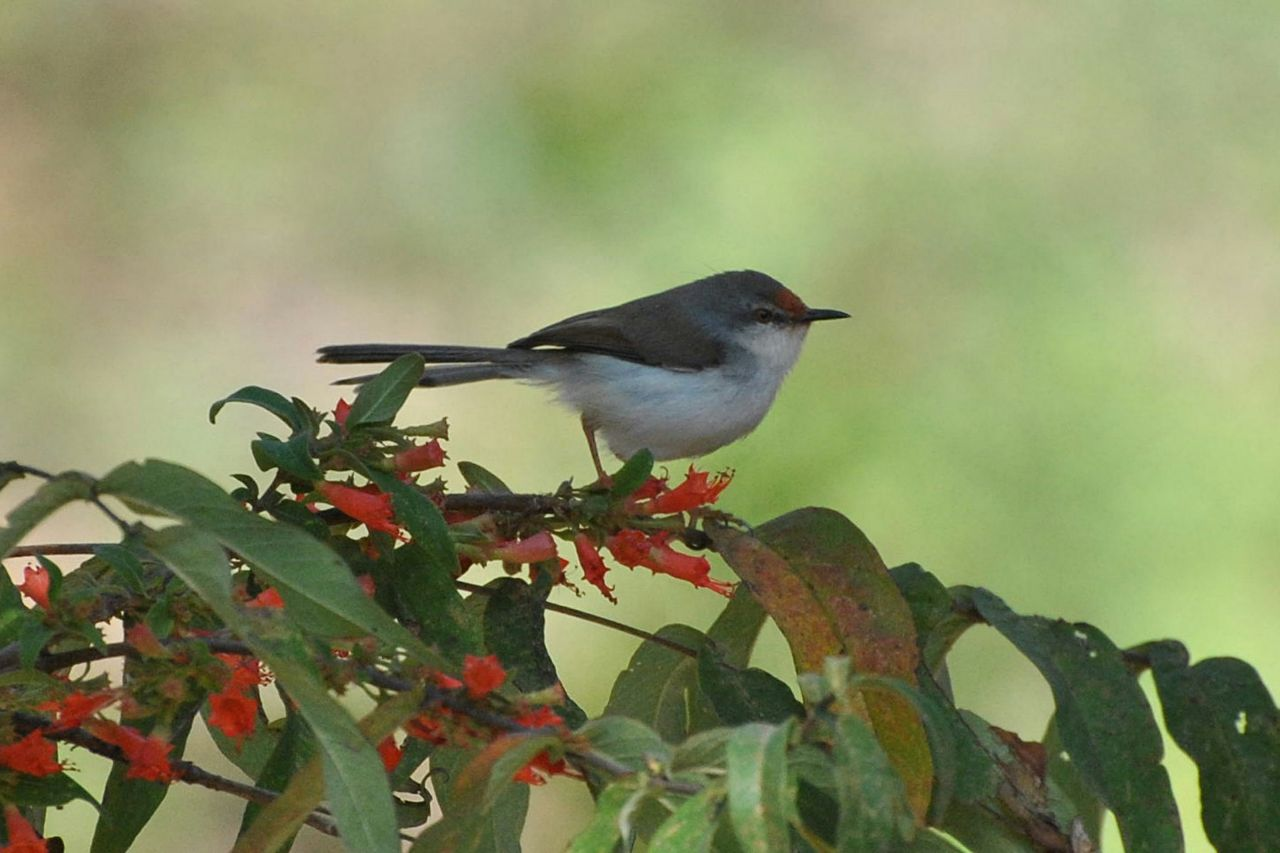
Fotografía por Mr. Kiran (Melghat Reserva del Tigre, Amravati, Maharashtra)

Como la mayoría  es insectívoro. Alimenta principalmente en insectos como hormigas, escarabajos pequeños, orugas qué está encontrado entre ramitas y follaje de árboles pequeños. También alimenta encima néctar de blossoms de árboles como Erythrina y Bombax y durante verano su frente es a veces sprinkled con el polen que les da una cabeza naranja o amarillenta que puede dirigir a identificación equivocada.
Normalmente se le encuentra en pares o grupos pequeños, a veces forma grupos de cinco o más (hasta veinte) individuos. Sacuden sus colas mientras revolotean entre las ramas.
La estación de cría empieza con las lluvias. El macho canta desde una rama alta y también realiza maniobras acrobáticas subiendo y descendiendo antes de bucear con notas de canción. La canción es una serie de llamadas chirriante: chiwee-chiwee-chiwi-chip-chip-chip (o yousee-yousee-yousee-qué-qué-qué-qué). El nido es una copa formada con hierba colocada entre hojas que está cosido junto con telarañas y se parece al nido de un sastrecillo pero tiende para ser colocado más cercano al suelo. La puesta habitual consta de tres o cuatro huevos. Los huevos varían en color e incluyen lustrosos azules, blanco roscado, verdoso-blanco azul o incluso blanco. Normalmente tienen motas rojizas en el lado ancho. Ambos padres incuban los huevos que se abren después de aproximadamente diez a once días. Más de una cría puede salir adelante por estación.

## Otras fuentes
- Warblers De Europa, Asia y África Del norte por Kevin Panadero, 1997, ISBN 0-7136-3971-7
- Pájaros del indios Subcontinent por Grimmett, Inskipp y Inskipp, 2011, ISBN 0-19-807722-X
- Registros de llamada

- Datos: Q863110
- Multimedia: Prinia hodgsonii / Q863110
- Especies: Prinia hodgsonii